# Deutsche Weinstraße

Logo della Deutsche Weinstraße

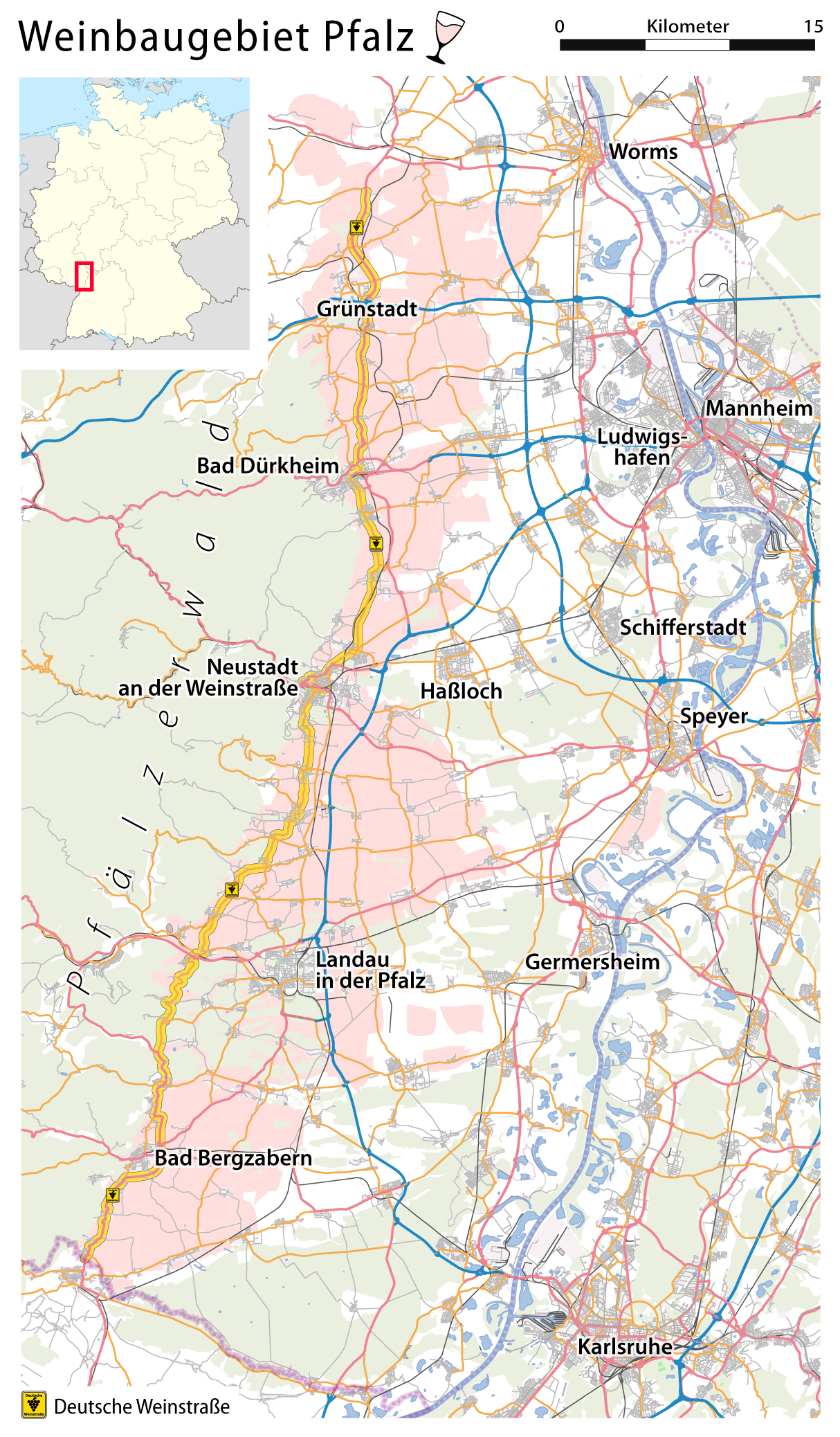
Mappa della Deutsche Weinstraße

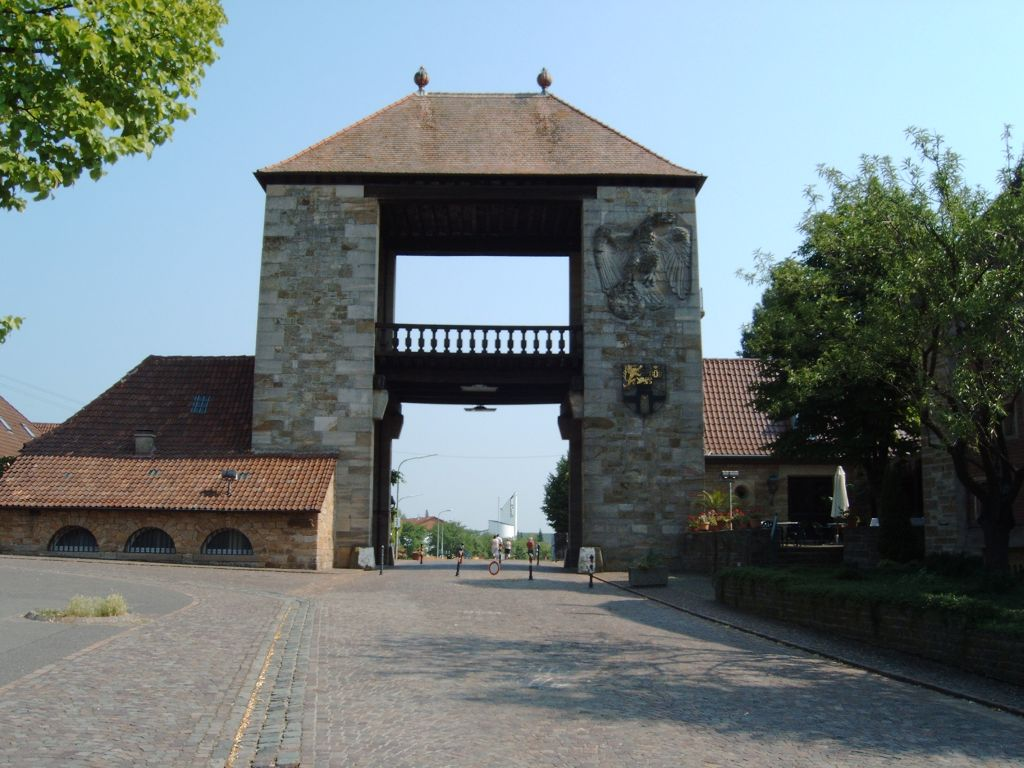
La Weintor, "porta d'accesso" alla Deutsche Weinstraße

La Deutsche Weinstraße ("Strada tedesca del vino"; pron.: /ˈdɔjtʃe.ˈvajƞʃtʀasse/) è un famoso itinerario turistico a tema attraverso alcune zone vinicole dello Stato tedesco della Renania-Palatinato (Rheinland-Pfalz, in Germania sud-occidentale), itinerario "creato" a partire dal 1935-1936 e che si snoda per circa 85 km tra le cittadine - da sud a nord - di Schweigen-Rechtenbach (località al confine con la regione francese dell'Alsazia) e Bockenheim, lungo il confine con il Baden-Württemberg (ad est dell'itinerario) e ai margini del Naturpark Pfälzer Wald ("Parco naturale della Selva Palatina", ad ovest dell'itinerario).

L'inizio (meridionale) dell'itinerario è segnalato dalla Weintor (letteralmente "porta del vino"), a Schweigen-Rechtenbach.
Tra le località più famose dell'itinerario, figurano la cittadina termale di Bad Dürkheim, dove è conservata la più grande botte al mondo (trasformata in taverna); annualmente in settembre vi si svolge il Wurstmarkt und Weinfest, la più grande fiera vinicola al mondo e la cittadina di Neustadt an der Weinstraße, dove ogni anno si svolge il Gran Premio internazionale del vino "MundusVini".

Altre località che si incontrano lungo il percorso o ai margini dello stesso sono: Dörrenbach, Bad Bergzabern, Klingenmünster, Annweiler, Albersweiler, Leinsweiler, Landau in der Pfalz, Rhodt unter Rietburg, Maikammer, Deidesheim, Wachenheim an der Weinstraße, Kallstadt, Freinsheim, Kirchheim an der Weinstraße, Kleinkarlbach, Neuleiningen, Asselheim e  Grünstadt.

## Collocazione
Il percorso scorre parallelamente alla Bundesstraße 38 (B 38) e alla Bundesstraße 271 (B 271).

## Storia
La "creazione" dell'itinerario risale al 1935 e si deve ad un'idea dei proprietari della locanda " Zum Bayrischen Jäger" di Schweigen-Rechtenbach: l'idea aveva l'intento di risollevare l'industria vinicola della zona, a quei tempi in crisi.
Nel febbraio dell'anno seguente fu quindi incaricata una ditta di costruire la "Weintor" (letteralmente: "Porta del vino"), ora porta d'ingresso dell'itinerario, inaugurata il successivo 18 ottobre.

## Clima
La zona si caratterizza per il clima mite, paragonabile a quello dell'Italia centrale.

## Flora e fauna

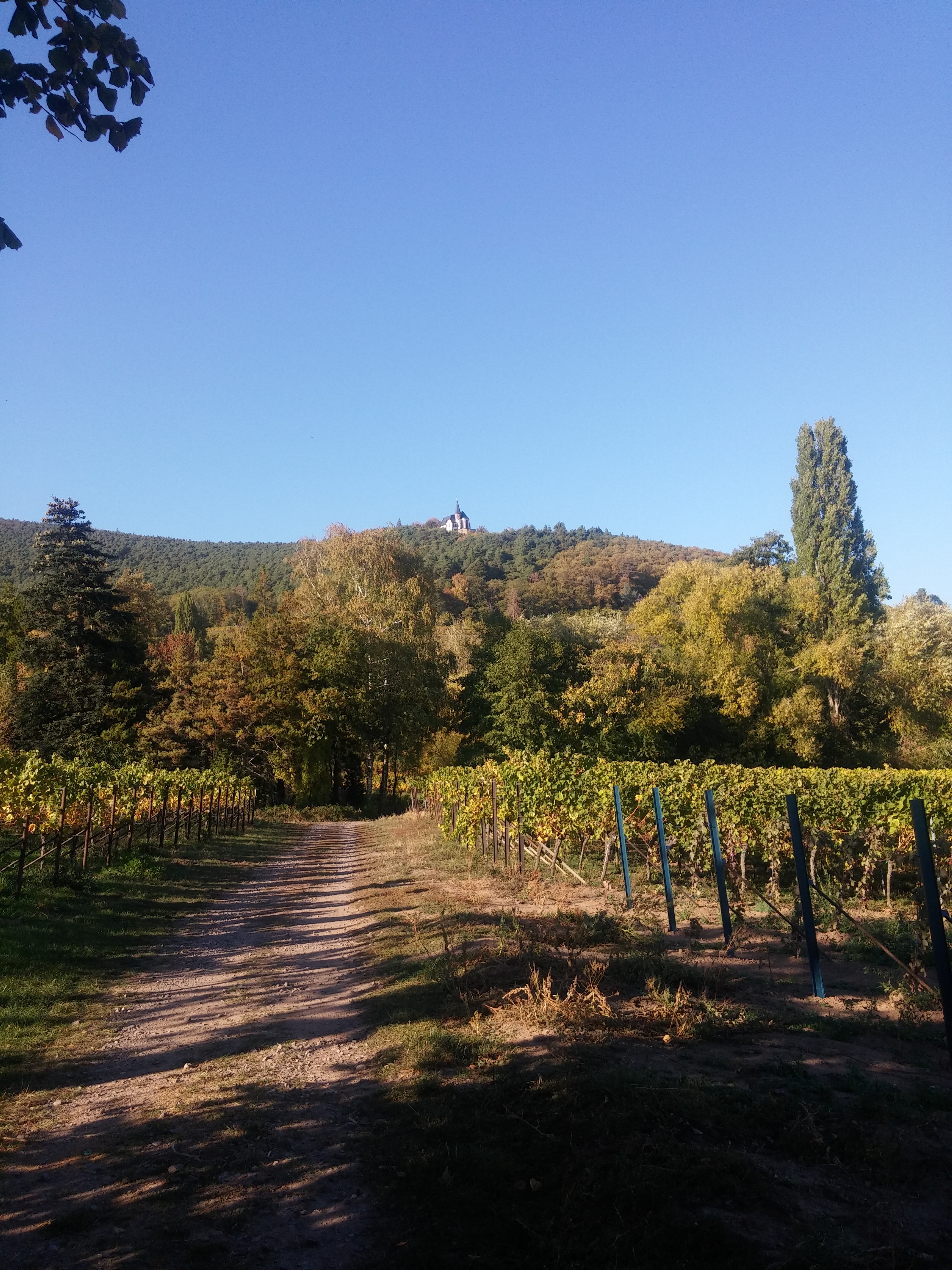
Vigneti in autunno presso Gleisweiler

Oltre ai vigneti, vi si trovano alberi da kiwi, limonaie, alberi da fico, ecc.

## Turismo
La Deutsche Weinstraße viene chiusa al traffico nell'ultima domenica di agosto e può quindi essere percorsa solo in bicicletta o a piedi.

Nel periodo, la zona è frequentata annualmente da 300.000 - 400.000 visitatori.

### Luoghi d'interesse lungo il percorso
Lungo il percorso si trovano delle rovine risalenti al periodo romano e diversi castelli.

Tra i luoghi d'interesse, figurano:
- Rocca di Trifels
- la fortezza di Landau
- il Castello di Hambach, nella frazione di Hambach (Neustadt an der Weinstraße)

### Feste & eventi
- Wurstmarkt und Weinfest, a Bad Dürkheim (nel mese di settembre)
- Gran Premio internazionale del vino "MundusVini", a Neustadt an der Weinstraße
- Grand Prix "Deutsche Weinstraße", gara ciclistica